# 古雲傑
古雲傑（1987年12月6日—），臺灣自由潛水競技運動員，多次刷新臺灣與亞洲多項自由潛水深度項目紀錄。

## 運動員生涯
2021年古雲傑在Vertical Blue賽事的攀繩下潛（FIM）項目中，以102公尺的成績刷新臺灣紀錄，比賽期間同時創下五次臺灣紀錄與一次亞洲紀錄，比賽總積分來到排名第四。2022年又在同項目以108公尺打破其個人持有的亞洲紀錄，又在雙蹼恆重下潛（CWTBF）項目以96公尺取得個人第二個亞洲紀錄，同時獲得自由潛水雙項亞洲紀錄保持人之稱號。隨後於AIDA世界自由潛水深度錦標賽中，在單蹼恆重下潛（CWT）項目以105公尺取得銀牌。2023年在Vertical Blue賽事的攀繩下潛（FIM）項目中以108公尺取得賽事銅牌。2024年CMAS自由潛水深度世界錦標賽，於攀繩下潛 (FIM) 項目以103公尺再度刷新亞洲紀錄。

## 職業生涯
古雲傑2010年起開始自由潛水，2015年成為臺灣第四位且最年輕的AIDA自由潛水教練，同年於臺灣屏東成立自由潛水教育機構。2017年以攀繩下潛（FIM）與單蹼恆重下潛（CWT）兩項深度成績達至水下100公尺，擁有臺灣第一深自由潛水教練之稱。2019年收到自由潛水世界冠軍紀錄保持人威廉·特魯布里奇 （William Trubridge）邀請，成為臺灣首位Vertical Blue世界菁英深度挑戰賽的參賽者。2021年應國際水中運動聯合會（Confédération Mondiale des Activités Subaquatiques，CMAS）之邀，成為該聯盟自由潛水教練。2022年受亞力克西·莫爾恰諾夫（Alexey Molchanov）邀請成為抹茶（Molchanovs）系統自由潛水教練。

## 主要紀錄
- 亞洲紀錄刷新次數：9次。
- 臺灣紀錄刷新次數：18次。
- CMAS深度項目「亞洲紀錄保持人」頭銜：2021年起至今。
- AIDA深度項目總積分排位「亞洲第一名」：2022年。

## 歷年成績

### 國際賽事成績
| 年份   | 賽事               | 地點           | 項目  | 深度/公尺 | 當年紀錄          | 獎項                        |
| ------ | ------------------ | -------------- | ----- | --------- | ----------------- | --------------------------- |
| 2021   | Vertical Blue      | 巴哈馬，長島   | FIM   | 102       | 臺灣紀錄/亞洲紀錄 |                             |
| 2021   | Vertical Blue      | 巴哈馬，長島   | CWT   | 102       | 臺灣紀錄/亞洲紀錄 |                             |
| 2021   | Vertical Blue      | 巴哈馬，長島   | CWTBF | 90        | 臺灣紀錄/亞洲紀錄 |                             |
| 2022   | Vertical Blue      | 巴哈馬，長島   | FIM   | 108       | 臺灣紀錄/亞洲紀錄 | Vertical Blue 2022 FIM 銅牌 |
| 2022   | Vertical Blue      | 巴哈馬，長島   | CWT   | 108       | 臺灣紀錄/亞洲紀錄 |                             |
| 2022   | Vertical Blue      | 巴哈馬，長島   | CWTBF | 96        | 臺灣紀錄/亞洲紀錄 |                             |
| 2022   | 29屆ADIA世界錦標賽 | 宏都拉斯       | CWT   | 105       | 臺灣紀錄          | AIDA 2022 冠軍賽 CWT 銀牌   |
| 2023   | Vertical Blue      | 巴哈馬，長島   | FIM   | 108       | 臺灣紀錄          | Vertical Blue 2023 FIM 銅牌 |
| 2024   | 8屆CMAS世界錦標賽  | 卡拉馬塔，希臘 | CWT   | 102       | 臺灣紀錄          |                             |
| 2024   | 8屆CMAS世界錦標賽  | 卡拉馬塔，希臘 | FIM   | 103       | 臺灣紀錄/亞洲紀錄 |                             |
| 2024   | 8屆CMAS世界錦標賽  | 卡拉馬塔，希臘 | CWTBF | 91        | 臺灣紀錄          |                             |
| 來源： |                    |                |       |           |                   |                             |

### 個人最佳成績
| 年份   | 地點         | 項目    | 深度/公尺 |
| ------ | ------------ | ------- | --------- |
| 2017   | 菲律賓，邦勞 | FIM/CWT | 100       |
| 2023   | 巴哈馬，長島 | FIM     | 124       |
| 來源： |              |         |           |

## 廣告作品
- 臺灣捷豹路虎 Jaguar Land Rover「Discovery Table 探海計劃」[29]。
- 【職人品酩專題】亞洲頂尖自由潛水運動員古雲傑X吉拉雪莉15年　一座島嶼與一名島人堅持初心的精彩故事 [30]。

## 外部連結
- 古雲傑官方Instagram連結（页面存档备份，存于）
- 古雲傑官方Facebook連結（页面存档备份，存于）
- 古雲傑官方Youtube連結 （页面存档备份，存于）